# Novial
Le novial [nov-, « nouveau » et IAL, « international auxiliary language »] est une langue construite créée par Otto Jespersen (1860–1943), un linguiste danois qui avait précédemment soutenu le mouvement pour la langue ido. Le novial a été conçu comme langue auxiliaire internationale, destinée à faciliter la communication et l'amitié entre les divers peuples du monde sans remplacer leurs langues maternelles.
Son vocabulaire est largement fondé sur les langues romanes et germaniques, tandis que sa grammaire (principalement la syntaxe verbale) évoque à de nombreux égards celle de l'anglais.
Le novial a été initialement présenté en 1928 dans l'ouvrage An International Language de Jespersen. Dans le Novial Lexike, un dictionnaire publié par Jespersen en 1930, le novial a subi quelques modifications. D'autres modifications seront proposées dans les années 1930, essentiellement par le biais du Novialiste, un journal prévu comme organe officiel d'échanges et de discussion linguistique concernant le novial, mais le décès de Jespersen en 1943 met largement un terme au développement de la langue.
Depuis les années 1990, le novial semble connaître un regain d'intérêt grâce à Internet ; de nos jours, Wikipédia dispose d'une version en novial.

## Grammaire

### Introduction:An International Language
La description initiale du novial a été publiée dans l'ouvrage de Jespersen An International Language (Londres, 1928). La première partie de l'ouvrage traite de la nécessité d'une langue auxiliaire internationale, de l'inconvénient d'employer les langues ethniques à cette fin et des objections communément formulées à l'encontre des langues auxiliaires internationales construites. Jespersen soumet de même l'histoire des langues auxiliaires internationales construites à un examen critique et discute plus spécifiquement du volapük, de l'espéranto, de l'Idiom Neutral, de l'ido, du Latino sine flexione et de l'occidental (interlingue). L'auteur indique clairement qu'il ne base pas son examen uniquement sur ces langues mais bien sur un ensemble plus vaste de travaux et de projets de langues auxiliaires internationales construites.
Dans la seconde partie de l'ouvrage, Jespersen entreprend de décrire le novial en détail, proposant des solutions alternatives à différents problèmes grammaticaux et lexicaux. Il explique et justifie les choix qu'il opère en comparant les formes retenues en novial avec celles rencontrées dans une variété de langue ethniques et d'autres langues auxiliaires internationales construites. Cette seconde partie s'achève avec un ensemble de textes rédigés (ou traduits) en novial.
La présentation succincte du novial ci-dessous se fonde intégralement sur la description qui en est faite dans An International Language, seule la nomenclature grammaticale ayant par endroits été adaptée à des fins didactiques. Le vocabulaire rencontré dans les exemples provient du Novial Lexike.

### Morphologie et syntaxe

#### Substantifs
1. La désinence par défaut des substantifs est la voyelle -e : libre « livre », hause « maison », kate « chat », amike « ami ». Font exception à cette règle un petit nombre de substantifs qui se terminent par une autre voyelle, voire (dans de rares cas) par une consonne :
  - afin de préserver le caractère naturel de certains substantifs rencontrés dans les langues ethniques, p.ex. piano, kolibri, harem, virus ;
  - pour des raisons de dérivation, p.ex. intelektu (> adj. intelektu-al), impetu « élan, impétuosité » (> adj. impetu-osi) ;
  - pour des impératifs grammaticaux propres au novial, p.ex. les noms verbaux en -o (chanjo « changement », amo « amour », sango « saignement »).

Les substantifs en -e désignant des entités animées (êtres humains et animaux) sont neutres du point de vue du genre (noms épicènes). On obtient une forme spécifiquement masculine ou féminine en substituant à la désinence standard -e la désinence -o (masc.) ou -a (fém.). Ainsi amike, « ami » sans préciser s'il s'agit d'un homme ou d'une femme (genre commun ou non spécifié), amiko « ami de sexe masculin » et amika « amie » ; de même kavale « cheval » (mâle ou femelle), kavalo « cheval mâle, étalon », kavala « cheval femelle, jument ». Un nombre réduit de substantifs dispose en outre d'une forme spécifique au masculin et/ou au féminin, ainsi patre « parent », patro « père », patra ou matra « mère » ; home « être humain », homo ou viro « homme », homa ou fema « femme ».
2. Le pluriel s'obtient en ajoutant la désinence -(e)s (c'est-à-dire -es après consonne, -s après voyelle) à la forme du singulier : hauses « maisons », haremes « harems ». Pour les substantifs désignant des entités animées, des formes telles que amikos ou amikas désignent naturellement un ensemble d'amis de sexe strictement masculin ou féminin ; amikes, pour sa part, indique un groupe d'amis de sexe non spécifié ou mixte.
3. Pour exprimer la relation génitivale (p.ex. rapport de possession), le novial dispose de deux constructions : le génitif analytique et le génitif synthétique :
  - le génitif analytique implique l'emploi de la préposition de : li filia del medike « la fille du médecin » ;
  - le génitif synthétique implique l'emploi de la désinence -(e)n et adopte les propriétés formelles du génitif saxon : li mediken filia. Au génitif pluriel, la désinence du génitif se combine à celle du pluriel : -(e)sen, p.ex. li medikesen filies « les enfants des médecins ».

Le génitif analytique est la plus employée des deux constructions, le génitif synthétique étant réservé à certains contextes spécifiques (cf. pronoms ci-dessous).

#### Adjectifs

##### Généralités
1. La désinence par défaut des adjectifs est la voyelle -i, qui est néanmoins facultative : grand(i), normal(i), posibl(i). Dans la pratique, on peut donc s'en dispenser, à moins que l'euphonie ne dicte sa rétention, p.ex. mikri strade « petite rue », où son absence impliquerait une séquence difficile de cinq consonnes dans la prononciation.
2. L'adjectif se place indifféremment avant ou après le substantif qu'il qualifie, et ne s'accorde pas en genre et en nombre avec lui. Ainsi bel(i) kavale, kavale bel(i) « beau cheval » ; bel(i) kavalo, kavalo bel(i) « bel étalon » ; bel(i) kavalas, kavalas bel(i) « belles juments ».
3. En cas d'anaphore ou de cataphore, le substantif qualifié par l'adjectif peut être omis : me have du libres. Ob vu voli li grandi o li mikri? « j'ai deux livres. Voulez-vous le grand ou le petit ? ». On parle alors d'emploi autonome de l'adjectif.
4. Outre l'emploi autonome, l'adjectif peut également être substantivé, c'est-à-dire être converti en un substantif à part entière. L'adjectif adopte alors les désinences propres au substantif : adj. mariti « marié », marito « époux, mari », marita « épouse », li marites « les époux ». Dans ce contexte émerge également une nouvelle désinence -um, propre à ce que Jespersen nomme le neutre conceptionnel. L'adjectif substantivé à l'aide de cette désinence désigne en premier lieu la qualité elle-même : li verum e li falsum « le vrai et le faux », junkte li utilum al agreablum « joindre l'utile à l'agréable », li bonum de disi situatione « le bon (côté) de cette situation ». Secondairement, les adjectifs substantivés avec -um peuvent être employés pour désigner des entités inanimées (ressenties comme) essentiellement caractérisées par la qualité en question : fortum « (château-)fort » (de forti « fort »), trovatum « trouvaille » (de trovati « trouvé »). Finalement, en substantivant au neutre les adjectifs ethniques on obtient le nom de langue correspondant : me parla fransum « je parle français », lo tradukted disi libre fro rusum en germanum « il a traduit ce livre du russe en allemand ».

##### Adjectifs déterminatifs
Le novial comporte un certain nombre d'adjectifs de type déterminatif (articles, démonstratifs, indéfinis, interrogatifs, ...) qui, à défaut de constituer une catégorie sémantique unifiée, ont en commun le fait d'être des adjectifs (désinence facultative -i, invariabilité en genre et en nombre, possibilité de l'emploi autonome et substantivation en -e/-o/-a/-um — sur ce dernier point, cf. les pronoms ci-dessous). La seule propriété formelle qui les distingue des autres adjectifs est que leur position est fixe : ils précèdent toujours le substantif qu'ils qualifient, tandis que la position des autres adjectifs est libre. Afin de souligner cette importante différence, nous les regroupons dans une sous-catégorie que nous nommons « adjectifs déterminatifs » ou, par souci de concision, « déterminants ».
1. Le novial ne connaît pas de déterminant article indéfini. Selon le cas, hause se traduira donc par « maison » ou « une maison » ; hauses par « maisons » ou « des maisons » (à l'instar du français, cependant, on peut si nécessaire faire usage de l'adjectif numéral un, p.ex. un hause, mais celui-ci est généralement superflu).
Par contre, le novial dispose d'un déterminant article défini, li, p.ex. li grandi arbres « les grands arbres ». À l'instar des autres adjectifs, on peut également employer une forme sans désinence -i, mais uniquement après certaines prépositions, auxquelles l'article se joint alors comme enclitique, p.ex. del (= de li) « du », al (= a li) « au ».
2. Autres déterminants : disi « ce ...-ci », ti « ce ...-là », qui « quel ? », kelki « quelque(s) », irgi « n'importe quel », chaki « chaque », omni « tout », nuli « aucun, pas un, pas de », poki « un peu de », multi « beaucoup de », tali « un tel », quali « quel genre de ? », tanti « tant de », quanti « combien de ? ». P.ex. : ti libre « ce livre-là », omni libres « tous les livres », lo non have multi tempe « il n'a pas beaucoup de temps », me audi nul suone « je n'entends aucun son ».

#### Pronoms
1. Pronoms personnels :
  - à la 1re personne, les formes sont au sg. me « je » et au pl. nus « nous ». Une forme telle que nu est possible pour le pluriel majestatif ;
  - la 2e personne ne distingue pas entre forme polie « vous » et forme familière « tu » : on emploie vu au sg. et vus au pl ;
  - trait original du novial, les pronoms de la 3e personne sont dérivés du déterminant article défini li par substantivation (cf. ci-dessus). Pour les entités animées : lo « il », los « ils » (uniquement entités mâles) ; la « elle », las « elles » ; le « il ou elle » (forme épicène), les « ils » (groupe de sexe non spécifié ou mixte). Pour les entités inanimées, Jespersen emploie le pronom neutre lum (cf. anglais it) ; au pl. lu(me)s (c'est-à-dire lumes, que Jespersen recommande toutefois d'alléger en lus), mais la forme épicène les peut être utilisée dans la plupart des cas sans générer d'ambigüité ;
  - Pronom impersonnel on « on », pronom réfléchi se « se » et pronom réciproque mutu « l'un(e) l'autre ; les un(e)s les autres ». Ainsi los vida les « ils les voient » (c'est-à-dire d'autres personnes), los vida se « ils se voient » (c'est-à-dire chacun se voit soi-même, p.ex. dans un miroir), los vida mutu « ils se voient les uns les autres ».
2. La majeure partie des autres pronoms sont en réalité des adjectifs déterminatifs substantivés par un procédé analogue à la dérivation des pronoms personnels le, lo, la, lum à partir du déterminant article li. À cet égard, les désinences -e et -um sont de loin les plus employées, mais les désinences masc. -o et fém. -a peuvent également être employées si une référence plus précise que celle permise par -e est nécessaire. Ainsi : kelke « quelqu'un », kelkum « quelque chose » ; irge « n'importe qui », irgo « n'importe quel homme », irgum « n'importe quoi » ; omne « quiconque », omna « toute femme », omnes « tous », omnum « tout » ; que « qui ? », quum « quoi ? » ; disum « ceci », tum « ce, ça, cela », tantum « tant » (p.ex. me non prega tantum « je n'en demande pas tant »), pokum « peu » (p.ex. lo es kontenti kun pokum « il se contente de peu ») ; multes « beaucoup (de gens) », multum « beaucoup » (p.ex. multes pensa ke rusum es desfasil lingue « beaucoup pensent que le russe est une langue difficile » ; la dona multum « elle donne beaucoup »).
3. On obtient des formes possessives de ces pronoms en les mettant au génitif synthétique (désinence -n) :
  - Les pronoms personnels au génitif produisent les adjectifs/pronoms possessifs du novial : men « mon/ma/mes » (lit. « de moi ») ; vun « ton/ta/tes, votre/vos » (lit. « de toi » ou « de vous ») ; lon « son/sa/ses (à lui) » ; lan « son/sa/ses (à elle) » ; lu(me)n (possesseur est entité inanimée ; len peut également être employé sans générer d'ambigüité, cf. emploi de les pour lu(me)s ci-dessus) ; nusen « notre/nos » ; vusen « votre/vos » ; lesen, losen, lasen « leur(s) ». Ainsi men libre « mon livre », lasen maritos « leurs maris ».
  - Autres pronoms au génitif : tum es nulen chapele « ce n'est le chapeau de personne », disum es omnesen opinione « ceci est l'opinion de tous » ; « ils parlent de leur bonheur » los parla pri len feliseso (ils parlent du bonheur d'une autre personne), los parla pri sen feliseso (chacun parle de son bonheur propre) ou los parla pri mutun feliseso (ils parlent du bonheur les uns des autres).
4. Le pronom relatif est kel : me lekte li libre kel vu komprad yer « je lis le livre que vous avez acheté hier ». On n'emploie en général que la forme kel, à moins qu'il n'y ait ambigüité quant à l'antécédent : li marita del direktoro kelo/kela esed vestat in nigrum « la femme du directeur lequel (kelo) / laquelle (kela) était vêtu(e) de noir », mais dans pareils cas le choix judicieux de la construction génitivale permet de dissiper l'ambigüité de manière plus élégante : li marita del direktoro kel esed vestat in nigrum (c'est le directeur qui est vêtu de noir) vs. li direktoron marita kel esed vestat in nigrum (c'est la femme qui est vêtue de noir), l'antécédent étant considéré (par attraction) comme le terme le plus proche du pronom relatif. Au génitif : li profesore kelen libres nule lekte « le professeur dont personne ne lit les livres » ; avec préposition : li libre pri kel nus diskuse « le livre dont nous discutons ».

#### Numéraux
1. Les formes des cardinaux sont : 1 un(i), 2 du, 3 tri, 4 quar, 5 sink, 6 six, 7 sep, 8 ok, 9 nin, 10 dek. Les dizaines sont formées à l'aide du suffixe -anti : 20 duanti, 30 trianti, 40 quaranti, etc. Finalement 100 sent, 1 000 mil, 1 000 000 milione, 1 000 000 000 milyare, 1 000 000 000 000 bilione.
  - Les cardinaux milione, milyare et bilione sont des substantifs et connaissent par conséquent une forme pl., ainsi milione « un million », tri miliones « trois millions ». Enfin, notons que ces substantifs quantifient directement le substantif auquel ils se réfèrent, sans l'entremise d'une préposition : cp. trianti miliones amikes vs. « trente millions d'amis » ;
  - les autres cardinaux constituent une classe lexicale propre. À l'instar des adjectifs déterminatifs, ils sont invariables, précèdent toujours le substantif qu'ils quantifient (tri libres « trois livres ») et peuvent être employés de manière autonome (Ob vu have libres? Yes, me have tri « Avez-vous des livres ? Oui, j'en ai trois »). Par contre, seuls « un » et les dizaines se terminent par la voyelle -i typique des adjectifs (un(i), duanti, trianti, etc.), les autres n'ayant aucune désinence spécifique. En outre, ils forment un substantif en -o désignant un groupe composé d'autant d'individus (duo « paire », sixo « sizaine, demi-douzaine », sento « centaine »), formation qui n'a rien en commun avec la substantivation en -o (entité animée de sexe masc.) des adjectifs.
2. Les adjectifs ordinaux sont formés à l'aide du suffixe -esmi : unesmi « premier », duesmi « deuxième », etc.

#### Adverbes, prépositions et conjonctions
Jespersen rassemble ces trois classes lexicales en une catégorie commune, les « particules ».
1. Un nombre limité d'adverbes sont des lexèmes indépendants, généralement brefs par leur forme : nun « maintenant », bald « bientôt », hir « ici », dar « là », anke « aussi », nur « seulement », tre « très », etc. D'autres adverbes sont formés par composition d'un adjectif et d'un substantif (en général sous forme abrégée). Entre autres :
  - -tem (< tempe « temps ») : nultem « jamais », altritem « à un autre moment » ;
  - -foy (< foye « fois ») : dufoy « deux fois », rifoy « encore une fois, à nouveau » ; chakifoy « chaque fois » ;
  - -lok (< loke « lieu, endroit ») : omnilok « partout », nulilok « nulle part », dislok « en ce lieu » (mieux : hir « ici ») ;
  - -man (< manere « manière ») : omniman « de toutes manières », altriman « d'une autre manière », severiman « sévèrement ».
2. La désinence adverbiale -m, une forme abrégée du suffixe -man, est employée lorsque l'idée de manière n'est pas prééminente. Il s'agit du procédé le plus commun pour dériver des adverbes à partir d'adjectifs en novial : nunim « actuellement », nulim « pas du tout, en aucune manière », altrim « sinon, autrement », bonim « bien ».
3. Le novial connaît un grand nombre de prépositions, ce qui permet d'exprimer les rapports les plus variés. Pour la plupart des prépositions, on peut former un adverbe prépositionnel à l'aide de la désinence -u : in « dans », inu « dedans, à l'intérieur » ; proxim « près de », proximu « à proximité, tout près » ; ante « avant », anteu « auparavant, précédemment » ; ulter « outre », ultru « en outre, par ailleurs ». Enfin, en combinant certaines prépositions à la conjonction de subordination ke « que », on obtient les conjonctions de subordination correspondantes : after « après », after ke « après que » ; til « jusque », til ke « jusqu'à ce que » ; por « pour, en faveur de », por ke « pour que » ; pro « à cause de, en raison de », pro ke « parce que, puisque ».

#### Verbes et système verbal
1. La forme de base de tout verbe est son radical, lequel se termine en règle générale par la voyelle -a : ama « aimer », vida « voir », sava « savoir », rida « rire ». Un certain nombre de verbes se termine par une autre voyelle afin de préserver le caractère naturel de certains de leurs dérivés. Ainsi audi « entendre » (cf. auditione, auditiv(i), auditorie « auditoire »), konstitu « constituer » (cf. konstitutione, konstitutiv(i)) ; il en va de même des verbes en -e, qui perdent cette voyelle devant les suffixes dont il vient d'être question, p.ex. atrakte « attirer » (cf. atraktione, atraktiv(i)). Enfin, le radical de deux verbes se termine par une consonne : es « être » et mus « devoir », afin de leur garantir une forme aussi légère que possible, étant donné la fréquence de leur usage.
2. Le radical sert selon le contexte grammatical d'infinitif présent vida « voir », d'indicatif présent lo vida « il voit » ou d'impératif vida « vois ! ». En raison de sa fréquence, le prétérit possède une forme synthétique obtenue par l'adjonction de la désinence -(e)d. Ainsi lo vidad « il vit, il a vu ». Pour les autres temps et modes, le système verbal du novial est intégralement analytique, en ce qu'il se fonde exclusivement sur l'emploi d'auxiliaires combinés au radical verbal plutôt que sur des formes fléchies du verbe. Ainsi le futur simple lo sal vida « il verra », le conditionnel lo vud vida « il verrait », le jussif let lo vida « qu'il voie ! », l'optatif mey lo vida « puisse-t-il voir ! ». À cet égard, il est à noter que le prétérit, outre la forme synthétique lo vidad « il vit, il a vu », dispose également d'une forme analytique lo did vida au sens parfaitement équivalent.
Enfin, l'auxiliaire ha, qui peut lui aussi être conjugué selon le système qui vient d'être présenté, permet de former l'ensemble des temps parfaits : lo ha vida « il a vu », lo had vida « il avait vu », lo sal ha vida « il aura vu », lo vud ha vida « il aurait vu », mey lo ha vida « puisse-t-il avoir vu ! », etc.
Remarquons que c'est toujours le radical verbal qui est employé en combinaison avec l'auxiliaire, là où le français emploie le participe passé.
3. Le novial connaît un participe actif et un participe passif, qui s'obtiennent en ajoutant respectivement la désinence -(e)nt(i) et -t(i) au radical verbal. Dans le cas du participe actif, la désinence -nti s'ajoute aux radicaux en -a et -e, la désinence -enti aux autres radicaux : amant(i), amat(i) ; lektent(i), lektet(i) (< lekte « lire ») ; audient(i), audit(i) ; konstituent(i), konstitut(i) ; esent(i). Comme leur désinence l'indique, ces participes sont traités comme des adjectifs par la grammaire novial, et il est donc possible de les substantiver : amanti « aimant », amanto « amant » ; marit(i) « marié », marito « époux, mari », marita « épouse ».
4. À l'instar des langues germaniques, le novial connaît deux types de « passif » : le passif d'état (qui correspond en français à l'attribut du sujet) et le passif de devenir (qui correspond en français à la voix passive). La langue française ne distingue pas ces deux formes : ainsi, « le livre est vendu » peut se comprendre comme passif de devenir (il est vendu en ce moment même, on est en train de le vendre) ou comme passif d'état (le livre a été vendu, il a trouvé un nouvel acquéreur). En novial, le passif de devenir s'exprime à l'aide de l'auxiliaire bli combiné au radical verbal, le passif d'état à l'aide du verbe es « être » combiné au participe passif : li libre bli venda, li libre es vendat. Naturellement, ces auxiliaires, particulièrement l'auxiliaire bli du passif de devenir, peuvent être à leur tour conjugués pour générer les autres temps et modes du passif : lum blid venda « il était (en train d'être) vendu », lum sal bli venda « il sera (en train d'être) vendu » ; li porte non es klosat nun; lum bli klosa chaki vespre e sal anke bli klosa dis vespre « la porte n'est pas fermée maintenant ; elle est fermée (= on la ferme) chaque soir et elle sera fermée (= on la fermera) ce soir également ».

#### Éléments de syntaxe

##### Ordre des mots et compléments verbaux
L'ordre des mots dans la phrase est Sujet – Verbe – Complément d'objet direct – Autres objets, p.ex. li matra dona kukes a sen filies « la mère donne des gâteaux à ses enfants ».
- Quoiqu'une désinence spéciale -(e)m soit théoriquement prévue pour l'accusatif (ce qui donnerait lieu à kukesem dans l'exemple ci-dessus), Jespersen lui-même décourage son usage, celle-ci n'étant que rarement strictement nécessaire à l'indication de l'objet direct. À noter que, selon l'ordre des mots standard, l'objet direct suit le verbe, même lorsque l'objet est pronominal : « je le vois » se dit donc me vida lo (et non, en imitant le français, **me lo vida !)
- Le datif (objet indirect) ne dispose pas de désinence propre : on l'indique à l'aide de la préposition a (cf. a sen filies dans l'exemple ci-dessus).
- Lorsque la négation porte sur l'ensemble de la phrase, l'adverbe négatif non se place devant le verbe : li matra non dona li kukes a sen filies « la mère ne donne pas les gâteaux à ses enfants ».

##### Les degrés de comparaison
- Les comparatifs d'égalité, de supériorité et d'infériorité se forment à l'aide des adverbes tam/plu/min ... kam : lo es tam grandi kam sen visino « il est aussi grand que son voisin » ; la es plu beli kam sen fratra « elle est plus belle que sa sœur » ; Pierre kurse min rapidim kam Paul « Pierre court moins vite que Paul ».
- Les superlatifs de supériorité et d'infériorité s'expriment à l'aide des adverbes maxim/minim ... (ek/inter) : lo es li minim bravi (ek/inter li pueros del familie) « il est le moins brave (des garçons de la famille) » ; lo es li maxim inteligenti ek li skole « il est le plus intelligent de l'école ».

## Opinion
« Ma première réaction en face du novial a été probablement la même que celle de bien d'autres. « Qu'est-ce que c'est ? » Ce n'est pas de l'ido, qui est manifestement un enfant illégitime de l'espéranto, ce n'est pas de l'occidental puisqu'il n'est pas immédiatement compréhensible. Je viens de lire six kilos de documents, en novial et sur le novial, des correspondances et toutes les délibérations du Lingue-Jurie des novialistes, qui ont discuté pendant plusieurs années sous la direction de Sr. Valter Ahlstedt de Stockholm. Au cours de ces discussions la langue n'a pas cessé de se transformer et elle est restée dans une sorte d'état liquide, mais c'était certainement un idiome plus élaboré et plus adéquat que l'original de Jespersen. Les documents finaux sont une grammaire du novial par Alessandro Baietti et une autre, plus complète, par Valter Ahlstedt, sans doute la personne la plus qualifiée. Mais pendant ces années-là aucun effort n'a été fait pour s'organiser et fournir ainsi une garantie que le novial survivrait. »
Extrait du Discours d'Ingvar Stenström à la Conférence Internationale d'Interlingua, Pays-Bas 1989, paru dans Interlinguistica e Interlingua : « Que pouvons-nous apprendre des autres et de leur expérience d'un siècle ? » p. 39–40.

## Exemple: «Li Hunde del Familie Baskerville»
|           | Novial | Traduction française |
| --------- | --- | --- |
| Watson:   | Bon jorne, doktoro Mortimer.                                                                                   | Bonjour, Docteur Mortimer. |
| Mortimer: | Bon jorne. Ob vu es sinioro Sherlock Holmes ?                                                                  | Bonjour. Êtes-vous Monsieur Sherlock Holmes ?                                                                                                  |
| Holmes:   | No, lo es men amike, doktoro Watson.                                                                           | Non, c’est mon ami, le docteur Watson. |
| Mortimer: | Me joya renkontra vu, doktoro. Me konosa vun nome. Sinioro Holmes, vu tre multim interesa me.                  | Enchanté de faire votre connaissance, Docteur. Je vous connais de nom. Monsieur Holmes, je m’intéresse beaucoup à vous.                        |
| Holmes:   | Fro vun fingre me remarka ke vu fuma. Bonvoli sida e fuma. A quum nus deba li honore de vun visito?            | À votre doigt je me rends compte que vous fumez. Asseyez-vous, je vous prie, et fumez. À quoi devons-nous l’honneur de votre visite ?          |
| Mortimer: | Me have seriosi e non-ordinari problemes. Me konsia ke vu es li duesmi autoritate in Europa…                   | J’ai des problèmes sérieux et peu ordinaires. J’ai conscience que vous êtes la deuxième autorité en Europe.                                    |
| Holmes:   | Verim, sinioro? E que es li unesmi?                                                                            | Vraiment, Monsieur ? Et quelle est la première ?                                                                                               |
| Mortimer: | Li laboro de Monsieur Bertillon sembla bon a siential home.                                                    | Le travail de monsieur Bertillon paraît bon aux hommes de science.                                                                             |
| Holmes:   | Tikas, pro quum vu non konsulta lo?                                                                            | En pareil cas, pourquoi ne le consultez-vous pas ?                                                                                             |
| Mortimer: | Lo sembla bon a siential homes, ma me prefera rekurse a vu in praktikal koses. Me espera ke me non ofensed vu. | Il paraît bon aux hommes de science mais je préfère avoir recours à vous dans les cas pratiques. J’espère que vous ne vous sentez pas offensé. |
| Holmes:   | Nur pokim. Parla a nus pri li nature de vun probleme.                                                          | Un peu seulement. Parlez-nous donc de la nature de votre problème.                                                                             |

## Divers
- Code de langue IETF : nov